# Hagymamoly
A hagymamoly (Acrolepiopsis assectella vagy Acrolepia assectella) a valódi lepkék (Glossata) alrendjébe tartozó hegyes szárnyú tarkamolyfélék (Acrolepiidae) családjának egyik, hazánkban is elterjedt faja.

## Elterjedése, élőhelye
Nemcsak egész Európában és Szibériában él, de a Hawaii-szigeteken is megtalálták. E hatalmas terület egyes részein eltérő színű és rajzolatú változatok fejlődtek ki. Érdekes módon a legvilágosabb populáció Olaszországban, a legsötétebb pedig a szomszédos Ausztriában él.

## Megjelenése
Szárnya kávébarna, fehér foltokkal. A szárny belső szegélyét háromszögletű, fehér folt díszíti, benne sötét ékkel. A szárny fesztávolsága 13–16 mm.

## Életmódja
Földrajzi régiónként változik, hogy egy-egy évben hány nemzedéke kel ki: Közép-Európában 2–3, de a mediterrán területeken akár hat is. A populáció egy része lepkeként, másik része bábként telel át.
Erősen polifág faj: tápnövényének tekinthetünk szinte minden, a liliomfélék (Liliaceae) vagy a hagymafélék (Alliaceae) családjába tartozó fajt, de főleg az üreges levelű hagymaféléket kedveli. A lepkék ősz elejétől a következő év tavaszáig rajzanak. Alkonytájt és éjjel röpülnek, éjszaka és a hajnali órákban párosodnak.
A nőstény egyesével helyezi el a petéit a hagymafélék leveleire. A kikelő kis hernyó egyenesen berágja magát a levélbe, néhány napig levélaknát készít, majd hosszanti aknát rág a levélcsőben.
A 20. században többször is komoly károkat okozott Európa több részén is. Hazai kártételéről
nincs adat; nálunk potenciális kártevőnek számít.